# Książęta ziębiccy

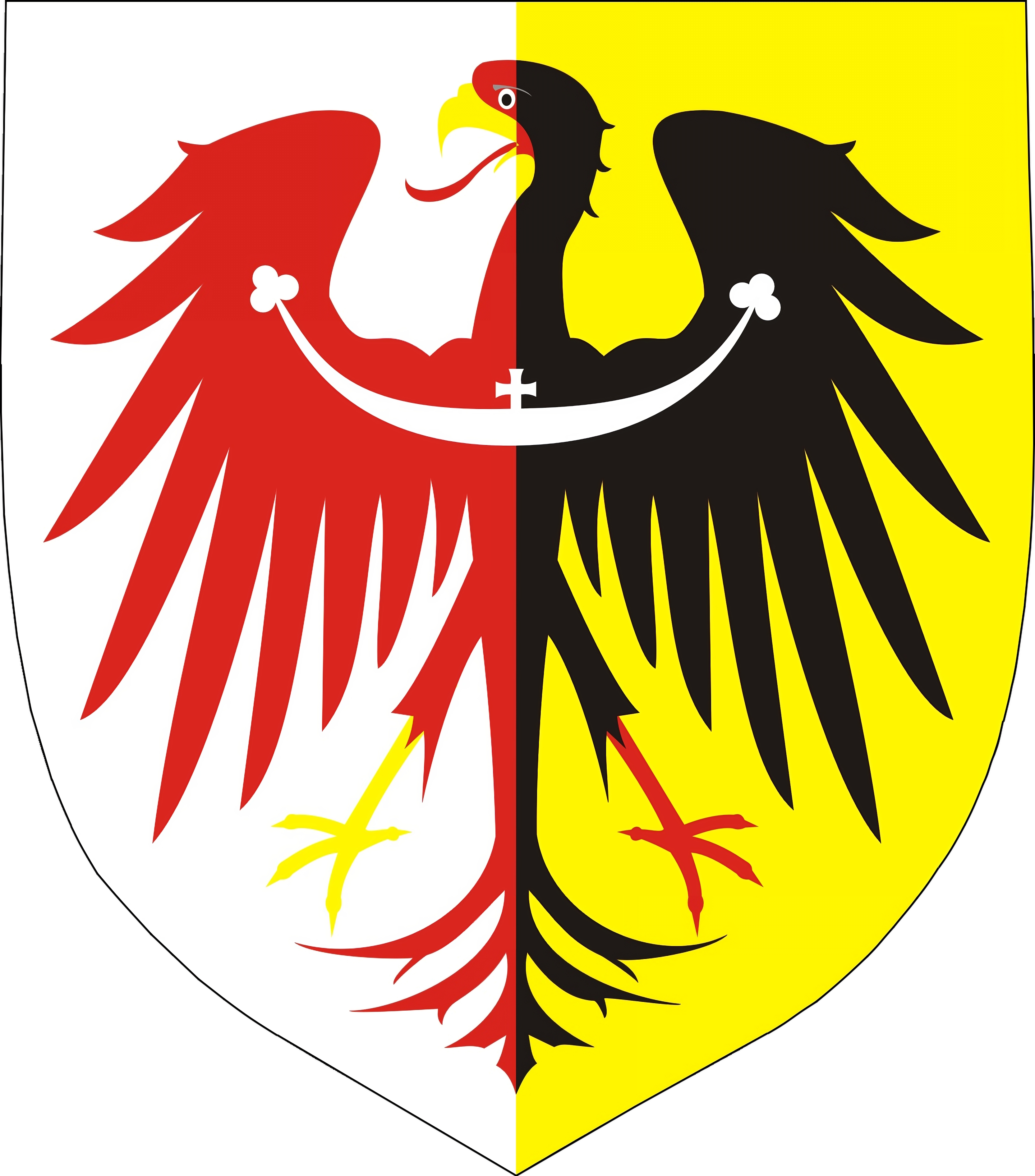
Herb książąt ziębickich

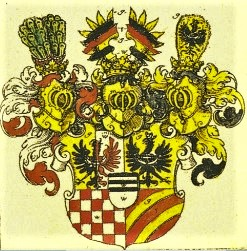
Herb książąt Podiebradów

| 1322–1341      | Bolko II, syn Bolka I, od 1336 lennik czeski                                                                                    |
| 1341–1358      | Mikołaj Mały, syn |
| 1358-(ok.)1360 | Agnieszka z Lichtenburka, matka, regentka                                                                                       |
| 1358–1410      | Bolko III, syn, w Gliwicach 1369–1373                                                                                           |
| 1358–1366/85   | Henryk I, brat, współrządca |
| 1410–1420      | Henryk II, syn Bolka III |
| 1410–1428      | Jan, brat, współwładca, ostatni z Piastów ziębickich                                                                            |
| 1429–1435      | Puta III z Czastolowic |
| 1435–1443      | Eufemia, siostra Jana |
| 1443–1454      | Wilhelm Opawski |
| 1454–1456      | Ernest Opawski |
| 1456–1462      | Jerzy z Podiebradów |
| 1462–1498      | Wiktoryn z Podiebradów, Henryk I Starszy, synowie Jerzego z Podiebradów                                                         |
| 1498–1511      | Albrecht Podiebradowicz i Karol I Podiebradowicz, synowie Henryka I                                                             |
| 1511-1536      | Karol I Podiebradowicz |
| 1536–1542      | Joachim Podiebradowicz, Henryk II Podiebradowicz, Jerzy II Podiebradowicz, Jan Podiebradowicz, synowie Karola I                 |
| 1542–1547      | Fryderyk II Legnicki, zastaw |
| 1547–1551      | Fryderyk III Legnicki, zastaw                                                                                                   |
| 1551–1552      | Jan Podiebradowicz, syn Karola I                                                                                                |
| 1552–1559      | Izabela Jagiellonka, królowa Węgier                                                                                             |
| 1559–1565      | Jan Podiebradowicz, syn Karola I                                                                                                |
| 1565–1569      | Karol Krzysztof, syn Jana |
| 1569–1654      | księstwo stanowiło własność króla czeskiego zarazem cesarza                                                                     |
| 1654–1677      | Johann Weikhard von Auersperg                                                                                                   |
| 1677–1706      | Ferdinand Franz von Auersperg, syn Johanna Weikharda                                                                            |
| 1706–1713      | Franz Karl von Auersperg, brat Ferdinanda Franza                                                                                |
| 1713–1783      | Heinrich Josef Johann von Auersperg, syn Franza Karla Auersperga                                                                |
| 1783–1791      | Karl Josef von Auersperg, syn Heinrich Josef Johann von Auersperga                                                              |
| 1791           | Sprzedaż księstwa królowi pruskiemu                                                                                             |
| 1795           | Powstanie wolnego mniejszego państwa stanowego ziębicko-ząbkowickiego, które zakupił od korony Ludwig Wilhelm von Schlabrendorf |